# 御所村 (徳島県)
御所村（ごしょそん）は、徳島県にあった村。1955年（昭和30年）3月31日に合併して板野郡土成町になり消滅した。村名は、京都から流刑された土御門上皇が晩年を過ごした土地であることから命名された。出身著名人に三木武夫がいる。

## 歴史
- 1889年10月1日 - 町村制施行に伴い、原田村・宮川内村・高尾村が合併し御所村になる。
- 1955年3月31日 - 阿波郡土成村と合併し、土成町となる。